# 이민하 (시인)
이민하(1967년 ~ )는 대한민국의 시인이다. 1967년 전라북도 전주에서 태어나 2000년 《현대시》에 시를 발표하며 등단했다.

## 약력
2000년 《현대시》에 시를 발표하며 등단했다. 2012년 제13회 현대시작품상을 수상하였다.

## 저서

### 시집
- 《환상수족》(문학 판, 2005; 개정판 문학과지성사]] 2015)
- 《음악처럼 스캔들처럼》(문학과지성사, 2008)
- 《모조 숲》(민음사, 2012)
- 《세상의 모든 비밀》(문학과지성사, 2015)